# Myskkänguru
Myskkänguru (Hypsiprymnodon moschatus) är ett pungdjur i ordningen fåframtandade pungdjur (Diprotodontia). Djuret som utgör den enda arten i familjen Hypsiprymnodontidae och även i släktet Hypsiprymnodon är närmare släkt med kängurudjur och råttkänguruer än med andra djur i samma ordning.

## Utseende
Denna art har fyra tår på bakre foten och svansen bär fjäll samt saknar hår. Öronen är runda och naken. De främre extremiteterna är i jämförelse till kroppen längre än hos kängurudjur och råttkänguruer. Den korta silkeslena pälsen är brun eller rostfärgade och på undersidan ljusare. Ibland förekommer en vit fläck på främre halsen. Myskkänguruer når en kroppslängd mellan 21 och 34 cm, en svanslängd av 12 till 16 cm och en vikt mellan 340 och 680 gram. Djurets namn syftar på den myskliknande doften som förekommer hos bägge kön. I motsats till andra fåframtandade pungdjur finns vid bakfoten en väl utvecklad rörlig stortå som inte är motsättlig. En annan källa från samma år anger att stortån är motsättlig och att den används för att klättra i träd. Den nakna svansen används som gripverktyg. Svansen bär bruna fjäll.
Tandformeln är I 3/1 C 0-1/0-1 P 2/2 M 4/4, alltså 32 till 34 tänder.

## Utbredning och systematik
Myskkänguruer har ett litet utbredningsomrde och förekommer enbart i regnskog utmed den nordöstra kustlinjen av Queensland i Australien. Arten vistas i låglandet och i bergstrakter upp till 1500 meter över havet.
Inom traditionell taxonomi räknades myskkänguruer som en underfamilj i familjen råttkänguruer. Nyare studier indikerar att den bör placeras i den egna familjen Hypsiprymnodontidae. Två nära släktingar, Propleopus oscillans och Propleopus chillagoensis, som levde fram till pleistocen blev upp till 70 kilogram tunga. Enligt uppskattningar skilde sig myskkänguruns utvecklingslinje från råttkänguruernas utvecklingslinje för 45 miljoner år sedan.
Det vetenskapliga släktnamnet är sammansatt av de gammalgrekiska orden hypsos (högt), prymnon (stjärt) och odous (tand). De första två orden var ursprungligen tänkt som släktnamnet för släktet Potorous (som Hypsiprymnus). Den tredje delen var tänkt som en hänvisning till djurgruppernas liknande tanduppsättning. Artepitetet är det latinska ordet moschatus (mysk). Det syftar på djurets lukt.

## Ekologi
Myskkänguruer lever i regnskog och vistas ofta i närheten av vattendrag eller sjöar. I motsats till råttkänguruer är de aktiva på dagen men mycket skygga. Oftast går dessa djur på fyra extremiteter istället för att hoppa och de har bra förmåga att klättra. Med hjälp av svansen samlar de kvistar och löv för att bygga en bo. Vanligtvis lever myskkänguruer ensam men ibland förekommer mindre grupper av två till tre individer. Arten vilar under natten och under dagens hetaste timmar.
Även angående föda skiljer sig myskkänguruer från råttkänguruer på grund av att de äter många insekter. Ibland livnär sig dessa djur av maskar, svampar och bär. Ofta sitter de på sin bakdel och letar med framfötterna i lövhögar efter föda. En annan viktig del av födan utgörs av frukter som hamnade på marken.
Myskkängurun faller offer för rovlevande djur som större ormar, ugglor, hökfåglar och pungmårdar.

### Fortplantning
Honor har en bra utvecklad pung med fyra spenar. Under regntiden (februari till juli) föds mest två ungdjur. Ungdjuren lämnar pungen efter ungefär fem månader men stannar oftast några veckor till i moderns bo. Efter cirka ett år är ungarna könsmogna. I motsats till flera kängurudjur finns ingen fördröjd dräktighet.

## Hot och status
Myskkänguruer finns i jämförelsevis stor antal och de räknas inte till de hotade arterna. Enda hotet utgörs av introducerade hundar och katter. Flera regioner av deras levnadsområde ligger i naturskyddsområden som Queenslands våta tropiker och därför är populationen relativt stabil.